# Базаркельди
Базаркельди́ (каз. Базаркелді) — село у складі Єнбекшиказахського району Алматинської області Казахстану. Входить до складу Жанашарського сільського округу.
Населення — 739 осіб (2021; 1060 у 2009, 612 у 1999, 728 у 1989).